# Gutzon Borglum
John Gutzon de la Mothe Borglum (St. Charles) (Idaho), 25 maart 1867 - Chicago (Illinois), 6 maart 1941) was een Amerikaans schilder en beeldhouwer, die vooral bekendheid heeft gekregen door zijn werk aan de kolossale beeldengroep van vier Amerikaanse presidenten op Mount Rushmore in de staat South Dakota.

## Jeugd en opleiding

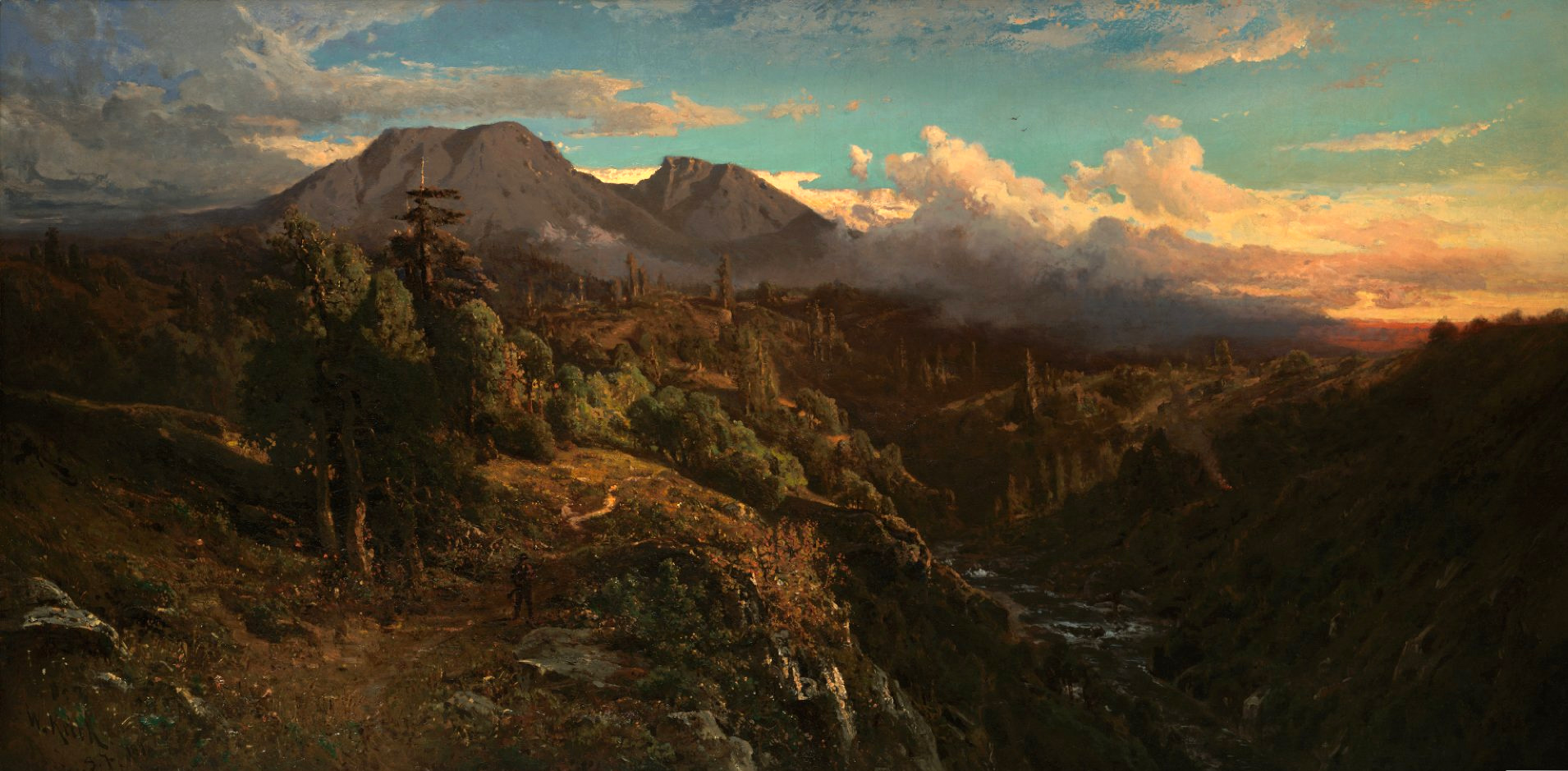
Sunset Glow on Mt Tamalpais van de leermeester van Borglum, William Keith uit 1896

Borglum was de zoon van Deense immigranten, die enkele jaren voor zijn geboorte in de Verenigde Staten waren aangekomen. Hij werd geboren in de Bear Lake County in Idaho, maar al snel verhuisden zijn ouders naar Nebraska, waar Borglum lagere doorliep. Borglums vader was arts en niet onbemiddeld. Hij stuurde zijn zoon voor zijn middelbare school naar het rooms-katholieke internaat St. Mary's College in de staat Kansas. Hier al viel Borglums grote tekentalent op. De schoolleiding zag graag dat Borglum zich zou toeleggen op het vervaardigen van schilderijen van heiligen, of desnoods van Bijbelse voorstellingen, maar de jongen zelf schilderde liever paarden, cowboys en indianen. Hij maakte zijn opleiding op St. Mary's niet af, maar vertrok naar San Francisco waar hij zijn eerste kunstonderricht volgde aan de Art Association. Zijn leermeester daar was de Californische landschapsschilder William Keith (1838-1911).

## Naar Parijs
In 1890 vertrok Borglum naar Parijs om er te studeren aan de Académie Julian en aan de École des Beaux-Arts. Al na een half jaar stuurde hij een werk in naar de Parijse salon. Het beeld, voorstellende een paard dat wacht houdt bij het dode lichaam van zijn indiaanse berijder, viel meteen in de prijzen. Borglum werd hierop als lid opgenomen in de Société Nationale des Beaux-Arts. In Parijs werd hij leerling en vriend van Auguste Rodin. In 1893 keerde hij terug naar de Verenigde Staten, waar hij in opdracht van diens weduwe een postuum portret schilderde van de ontdekkingsreiziger en politicus John C. Frémont. Met zijn broer, de beeldhouwer Solon Borglum vestigde hij zich in Sierra Madre, waar beiden zich vooral toelegden op de landschapsschilderkunst en historiserende doeken over de pionierstijd.

## In Londen
Na zijn verblijf in Californië, vertrok Gutzon in 1895 opnieuw naar Europa, dit keer om zich te vestigen in Londen. Daar betrok hij een klein atelier. Na een jaar exposeerde hij in de Hanover Galleries en deze tentoonstelling trok de aandacht van de inmiddels bejaarde koningin Victoria die enkele werken van hem aankocht. De expositie leidde ook tot een opdracht om het Queen's Hotel in Leeds te voorzien van grote muurschilderingen. Ook werd hem het lidmaatschap van de Royal Society of British Artists aangeboden. Onderwijl exposeerde hij in verschillende Amerikaanse steden. Zijn werk, dat naturalistisch en kleurig was, ontmoette gunstige kritieken, zowel van het publiek als van de schrijvende journalisten. In 1901 keerde Borglum definitief terug naar de Verenigde Staten, waar hij een atelier inrichtte in New York.

## "Apostel van de Amerikaanse kunst"

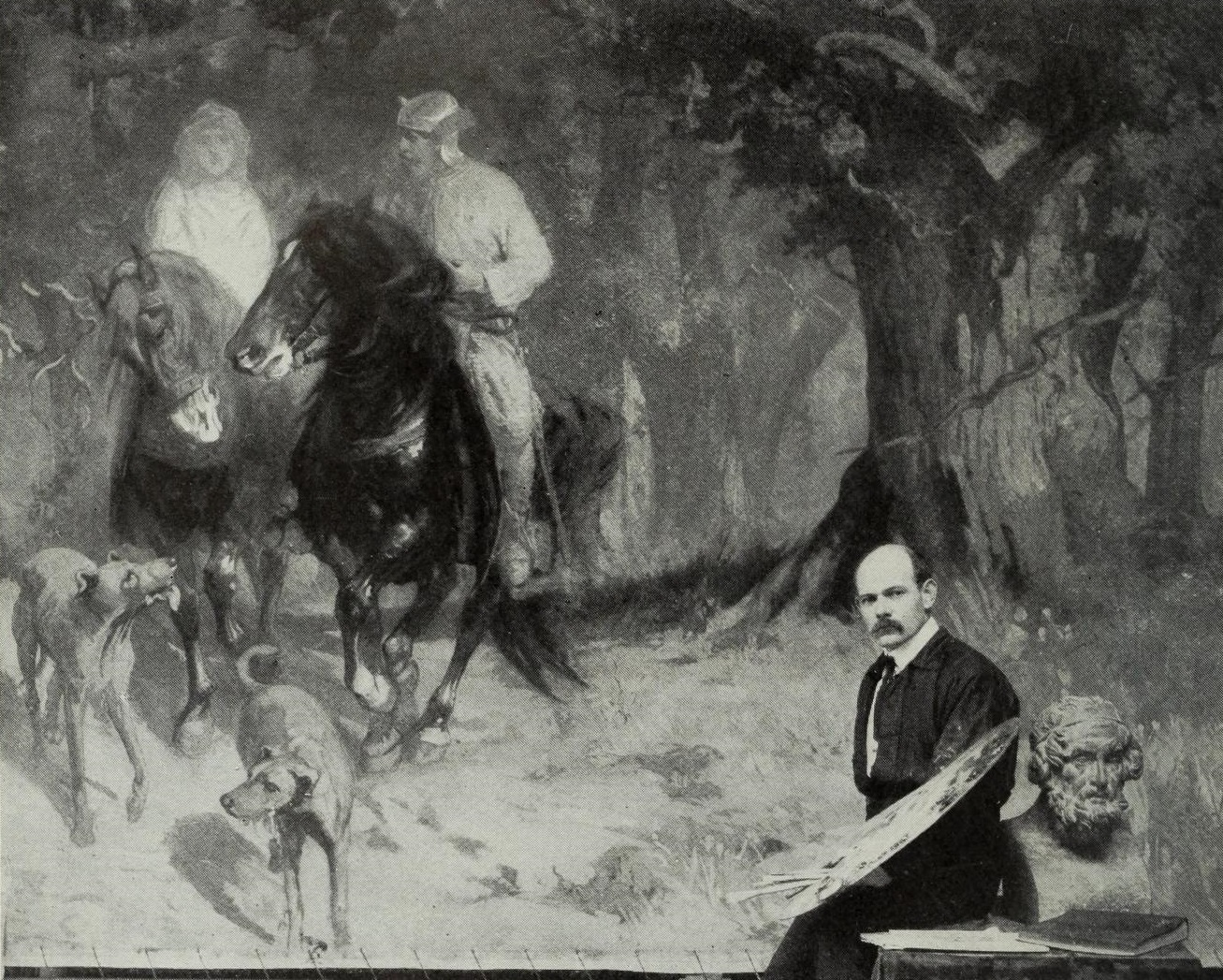
Borglum in zijn New Yorkse atelier

In New York zou Borglum zich ontwikkelen tot een van de meest productieve beeldhouwers van zijn generatie. In 1905 legde hij de laatste hand aan een groot aantal beelden, waaronder die van de twaalf apostelen voor de New Yorkse kathedraal van Saint John the Divine. Nationale bekendheid verwierf hij met de vervaardiging van een monumentale portretbuste van Abraham Lincoln, die sindsdien staat opgesteld in de rotonde van het Capitool in Washington D.C.. Borglum schreef in die dagen ook een traktaat waarin hij betoogde dat Amerikaanse kunstenaars te veel leunden op Europese voorbeelden. Hij bepleitte een meer Amerikaanse kunst, die ook meer Amerikaanse en patriottische thema's aan de orde zou stellen. Op grond van dit betoog, en van zijn inderdaad eigen typisch Amerikaanse werk, in die zin dat hij vaak Amerikaanse thema's verwerkte, werd hij door een contemporain criticus de "apostel van de Amerikaanse kunst" genoemd. 

## Connecticut
in 1910 verhuisde Borglum naar Stamford in Connecticut. Daar liet hij aan de oevers van de Rippowan een enorm atelier bouwen. Een jaar daarvoor was hij getrouwd met Mary Williams Montgomery, een gestudeerde vrouw, die hem twee kinderen schonk. Borglum was een man van veelsoortige interesses en bezigheden. Behalve van paardrijden, hield hij van worstelen en boksen. Daarnaast had hij een groot politiek bewustzijn. Hij was gedurende een periode lid van de senaat van Connecticut, en was tezelfdertijd lid van het bestuur van de boksbond van New York, waar hij zijn atelier had aangehouden: "I'm not the average American who does only one thing, vertelde hij een verslaggever van de New York Times, in die tijd. 
- Bibliothèque nationale de France: cb161633886 (data)
- Catàleg d'autoritats de noms i títols de Catalunya: 981058507869106706
- Gemeinsame Normdatei: 121346412
- International Standard Name Identifier: 0000 0000 6679 6081
- Library of Congress Control Number: n83163667
- Bibliotheek van het Japanse parlement: 00649516
- Nationale Bibliotheek van Israël: 987007332477705171
- Nationale Bibliotheek van Polen: a0000003548645
- RKD-Nederlands Instituut voor Kunstgeschiedenis: 10772
- SNAC: w6j38vkt
- Trove: 1070390
- Union List of Artist Names: 500019058
- Virtual International Authority File: 867200
- WorldCat: E39PBJxcY6yrgxwPy3GFYY9VYP